# لطف الله الميسي
لطف الله الميسي
هو الشيخ لطف الله بن عبد الكريم بن إبراهيم بن علي بن عبد العالي الميسي العاملي الاصفهاني.
عامل دين شيعي من جبل عامل، أديب وشاعر، كان هو وابنه الشيخ جعفر الميسي ووالده الشيخ عبد الكريم الميسي وعمّه الحسن الميسي وجده الادنى الشيخ إبراهيم الميسي وجده الأعلى الشيخ علي الميسي من مشاهير فقهاء الشيعة الإمامية.

## ولادته وسيرته
ولد في قرية ميس الجبل من قرى جبل عامل، وهو ابن أخت الشيخ حسن الحانيني.
انتقل في أوائل عمره إلى طوس فدرس على المحقق التستري. (وهو أمر مختلف عليه حيث يرى البعض أن جدّه الشيخ إبراهيم الميسي ذهب إلى إيران وعاش فيها وتوفي ودفن هناك، وبقيت العائلة بعده).
أصبح رئيسا للمشهد الرضوي بطوس وقد فوّض إليه الشاه عباس الصفوي أمر خزانة المشهد.
بعدها ارتحل إلى قزوين ودرّس بها مدة.
ومنها ذهب إلى اصفهان وشغل فيها مناصب مهمّة في الأوقاف، وصار من المقرّبين للشاه عباس الصفوي الذي بنى له مدرسة ومسجدا يعرفان باسمه.
كان معاصرا للشيخ البهائي وكان الأخير يعظّمه ويعترف له بالفضل ويأمر الناس بالرجوع إليه.

## مؤلفاته
1. قال الأغا بزرك الطهراني: للشيخ لطف الله الميسي المتوفى بإصفهان سنة 1032، تعليقة على جامع المقاصد... و قد طبع بإيران.[3]
2. له العديد من الرسائل منها رسالة الاعتكاف.[4]
3. حواشي شرح القواعد الميسية:[5] لجده المحقق الميسي.
4. شرح قول العلامة في الإرشاد في مسأله الوصية بالمال.[6]

## أسرته
1. الشيخ جعفر الميسي: هو ابن الشيخ لطف الله الميسي
2. الشيخ عبد الكريم الميسي:[7] هو والد الشيخ لطف الله الميسي. درس على والده الشيخ إبراهيم الميسي، الذي أجازه في شهر رمضان من العام 975 هجرية في النجف. وهذا إنما يدل على أنه سكن ووالده في النجف مدة من الزمن. وقد كان حيا عام 984 هجرية.

## وفاته
توفي عام 1032 (أو عام 1033) هجرية ودفن في [[أصفهان]].

## وصلات خارجية
مجلة رسالة النجف- العدد العاشر / 2007م  / 1428هـ مقال للشيخ محمد تقي بن محمد جواد الفقيه بعنوان:الشيخ لطف الله الميسي العاملي